# Clemson
Clemson település az Amerikai Egyesült Államok Dél-Karolina államában, Pickens megyében. Lakosainak száma 17 681 fő (2020. április 1.).

## Népesség
A település népességének változása:

| 2010 | 13 905 |
| 2020 | 17 681 |